# Upton Hellions
Upton Hellions – wieś i civil parish w Anglii, w Devon, w dystrykcie Mid Devon. W 2001 civil parish liczyła 66 mieszkańców.